# カセット (チーズ)
カセット (Cassette) はベルギー産の硬質チーズ。「ブーレット」 (Boulette) とも言う。
高温で発酵させ、塩、胡椒で味付けしたもの。手で圧縮して球形にし、ひとつひとつをクルミの葉に包む。あるいは、ヤナギ細工の小籠に入れる。産地はナミュール州のユィー、ナミュール、ディナンなど。